# Sichuan Jiuniu Football Club
El Sichuan Jiuniu Football Club (en chino: 四川九牛足球俱乐部) es un equipo de fútbol de China que juega en la Superliga de China, máxima división del fútbol chino.

## Historia

### Orígenes y etapa amateur
En 2015 y 2016, el equipo juvenil de Sichuan, formado sobre la base del Sichuan All-China, compitió en la Liga China de Campeones con los nombres "Sichuan Jiu Jiu Ai" y "Sichuan Mingyu", sin lograr superar la fase de grupos.
En 2016, el Sichuan Nine Love participó en la clasificación de la Copa CFA en Foshan, quedando tercero en su grupo tras perder 0-1 contra Guangzhou Haoxin, empatar 2-2 con Ningbo Yinbo y vencer 5-0 a Chengdu Gaoxin Zhonghe United.
El 5 de enero de 2017, cuatro accionistas del Jiuding Investment Group financiaron y registraron oficialmente el Sichuan Jiuniu Football Club. El club invirtió más de 10 millones de yuanes y fichó a exinternacionales como Du Wenhui y Xue Fei. Ese año se proclamaron campeones de la región sur del torneo regional, pero fueron eliminados en la primera ronda de la fase final, acabando en 10º puesto. Sin embargo, debido a la retirada de varios equipos, pudieron acceder a la China League Two en 2018.

### Debut profesional y éxito en copa
En 2018, el Sichuan Jiuniu, que mantuvo aproximadamente un tercio de los jugadores del Sichuan All-China, obtuvo resultados discretos en liga, finalizando 12º en la Zona Sur con 27 puntos. Sin embargo, en la Copa CFA protagonizaron una exitosa campaña al eliminar al Shenzhen Pengcheng, Zibo Sunday, Dalian Beyond, Changchun Yatai y Nantong Zhiyun, antes de caer en octavos de final contra el Dalian Yifang por un global de 0-5. Fueron el primer equipo de Segunda División en alcanzar esta ronda en la historia de la Copa CFA.
El 20 de febrero de 2019, en una rueda de prensa en Chengdu, se anunció la adquisición conjunta del club por parte de City Football Group (33%), Ubiquity Technology (37%) y China Kenteng Sports Industry Fund (30%). El club empezó a tener influencia de Shenzhen: Wang Hongwei, exjugador del Shenzhen, fue nombrado entrenador jefe, y Li Hong, antiguo directivo del Shenzhen FC, asumió la dirección general. Ese año, el equipo terminó 4º en la Zona Sur y 8º en la clasificación general de la China League Two. En la Copa CFA vencieron a Yancheng Dingli, Dalian Qianzhao y Hubei Wushu Zaiming, y empataron 0-0 con el Changchun Yatai de la Superliga, perdiendo después por 4-5 en los penaltis.

### Ascenso a la League One y consolidación
En 2020, el Sichuan Jiuniu pudo participar en la League One como suplente, debido a la descalificación de 11 clubes por impagos y a la retirada voluntaria de otros cinco equipos, incluido el Tianjin Tianhai. Debido a la pandemia, la liga adoptó un sistema de torneo por grupos. El Sichuan terminó 5º en el Grupo C de Changzhou en la primera fase, pasando al grupo de descenso en la segunda, donde finalizó 3º en Meizhou, evitando exitosamente el descenso.
Tras la aplicación de la "política de nombres neutrales" de la CFA, que prohibía nombres patrocinados en los clubes, el interés de Ubiquity por el fútbol en Sichuan disminuyó. En marzo de 2021, se retiraron del club, quedando bajo propiedad conjunta del City Football Group y el Jianteng Sports Industry Fund. El club inició una serie de cambios: Li Hong abandonó la dirección general y, al finalizar la temporada, siete jugadores, incluyendo a Lu Wei y Lu Zheyu, dejaron el equipo. El contrato del entrenador Li Yi no fue renovado, difuminándose gradualmente la influencia de Shenzhen. En liga, terminaron octavos con 52 puntos en 2021. En la Copa CFA, derrotaron al Beijing Guoan de la Superliga y al Chengdu Rongcheng de League One, alcanzando cuartos de final, donde cayeron en los penaltis tras empatar 2-2 con el Henan Jianye.
El 29 de enero de 2022, el club anunció como entrenador a Sergio Lobera, técnico español del Mumbai City, campeón de la Superliga india, consolidando la influencia del City Football Group. En la primera fase de liga, bajo el entrenador interino Huang Lingfeng, lograron cinco victorias, dos empates y una derrota con un equipo completamente chino. En la segunda fase, con la llegada del cuerpo técnico extranjero, los resultados fueron irregulares. En la tercera fase, Lobera implementó el sistema 4-2-3-1, consiguiendo tres victorias consecutivas, pero después sufrieron varias derrotas. En la cuarta fase, con un importante ajuste del sistema a tres centrales, terminaron con resultados diversos (cinco victorias, cuatro empates y una derrota), ocupando el séptimo lugar con 51 puntos tras una deducción de seis puntos por impagos.

### Intento de reubicación y ascenso a Superliga
A principios de 2023, el club intentó trasladarse a Changsha, provincia de Hunan, habiendo iniciado contactos desde 2021. A finales de enero de 2023, prácticamente habían decidido el cambio de nombre, la ubicación del estadio en el Centro Deportivo Changsha Herong y obtenido la aprobación para una nueva base. Sin embargo, a pesar de todos los preparativos y documentación presentada, la CFA no dio respuesta positiva. El 22 de abril, el club emitió un comunicado afirmando que la CFA había faltado a su palabra, amenazando con la retirada del City Football Group de la liga china. Finalmente, el plan de reubicación fue abortado.
En mayo de 2023, Mateusz Mendes fue nombrado nuevo director general del City Football Group China. Bajo su gestión, el equipo experimentó una transformación notable, remontando desde mitad de tabla hasta alcanzar la cima de la League One en la jornada 23. Consiguieron el ascenso a la Superliga tres jornadas antes del final y el título de campeones dos jornadas antes de concluir la temporada. Finalizaron con 69 puntos, incluyendo una racha de nueve victorias consecutivas.

### Traslado a Shenzhen y rebranding
Una vez concluida la Superliga, el club mantuvo comunicaciones durante más de tres meses con la Asociación Provincial de Fútbol de Sichuan sobre un posible traslado a Shenzhen. Durante este proceso, el club esperó conocer las nuevas políticas de la CFA mientras negociaba con la Asociación de Sichuan sobre su permanencia o salida. En enero, la CFA publicó la directiva que permitía el traslado de clubes a diferentes ubicaciones, y el Sichuan Jiuniu comenzó a impulsar firmemente su traslado a Shenzhen. A finales de mes se oficializó la transferencia del club desde Sichuan a Shenzhen. Dos semanas después, el 6 de febrero, aprobó el cambio de denominación, naciendo así el Shenzhen Peng City Football Club.
El debut del equipo en la Superliga china bajo su nueva identidad estuvo marcado por las dificultades competitivas. Con un balance de apenas 6 victorias, 6 empates y 15 derrotas tras 27 jornadas, y situados a solo tres posiciones del descenso con 24 puntos, la directiva tomó medidas drásticas. Jesús Tato fue destituido como entrenador, asumiendo Cristian Lattanzio el cargo de forma interina. A pesar del cambio en el banquillo, el equipo solo pudo sumar cinco puntos adicionales, finalizando con 29 puntos y confirmando su descenso a la League One.
Tras el descenso, el club apostó por la continuidad en el banquillo, confirmando a Cristian Lattanzio como entrenador titular en enero de 2025. Paralelamente, emprendió una profunda renovación de la plantilla. Con este proceso de reestructuración, el pudo ascender nuevamente para la Superliga 2025.
En febrero continuó la remodelación del equipo, con la renovación de De Leonso como pilar del proyecto, el fichaje de Yang Yiming, la llegada como agentes libres de Shen Huanming y Jiang Unicorn, y la promoción del joven Zhang Haonan desde la cantera. El 20 de febrero, el club presentó oficialmente una plantilla de 26 jugadores para afrontar la nueva temporada, respaldados por un cuerpo técnico que incluía cinco asistentes extranjeros.
En su regreso a la máxima categoría el equipo estrenó su nueva casa, el Estadio Shenzhen, consolidando su arraigo en la ciudad y proporcionando una infraestructura acorde con las ambiciones del proyecto.

## Infraestructura

### Estadio
El Estadio Shenzhen fue inaugurado en junio de 1993 y se ubica en la ciudad de Shenzhen, en la provincia de Guangdong. Era utilizado principalmente por el Shenzhen FC y, más recientemente, por el Shenzhen Peng City, para competir en la Superliga China.
Originalmente construido como un estadio multiusos, contaba con pistas de atletismo y una capacidad inicial de 32 500 espectadores. A lo largo de los años, se convirtió en un referente deportivo en el sur de China, albergando importantes eventos como los Juegos Nacionales de China (1997) y las Universiadas de Verano (2011).
Entre 2020 y 2025, el estadio fue sometido a una profunda renovación que incluyó la eliminación de las pistas de atletismo y un aumento de su aforo hasta los 45 000 espectadores. Durante este proceso, el estadio mantuvo parcialmente su operatividad, aunque con capacidad reducida en algunas fases de la obra.
El 28 de marzo de 2025, el renovado Estadio del Centro Deportivo de Shenzhen albergó su primer partido oficial tras las obras, enfrentando al Shenzhen Peng City y el Yunnan Yukun, en un encuentro correspondiente a la Superliga de China 2025. Este partido marcó el inicio de una nueva era para el recinto, consolidándolo como una de las instalaciones deportivas más modernas del país.

## Palmarés
- Primera Liga China: 1

2023